# Bjørnbakske Venstre
Det Bjørnbakske Venstre, Bjørnbakkerne, var ett liberalt danskt politiskt parti, som grundades 5 mars 1862 under namnet Jysk Folkeforening av bland andra Lars Bjørnbak, Jens Andersen Hansen, Anton Frederik Tscherning och Geert Winther.
Vid tidpunkten för bildandet av Jysk Folkeforening var Bondevennernes selskab, som alltid varit starkast på Själland, på väg att gå i stå. Jysk Folkeforening organiserade de jylländska bondevännerna och förde därigenom Bondevennernes politik vidare. År 1870 gick Bjørnbakkerne ihop med ett par andra vänstergrupper i Folketinget och bildade Det Forenede Venstre. Men man bröt sig snart ut ur det nya partiet igen och bildade sin egen riksdagsgrupp. I valet 1872 erövrade man fem mandat som i nästa val (i april 1876) reducerades till tre mandat. År 1877 upplöstes Jysk Folkeforening och medlemmarna överflyttades till Grundlovsværnsforeningen.
Den siste "bjørnbakker" som valdes in i Folketinget var den politiske vilden Christian Leth-Espersen, som representerade Kjellerup valkrets 1909-10.

## Politik
Bjørnbakkerne var antimilitarister, pacifister, antigrundtvigianer och motståndare till De Nationalliberales politik, som syftade till en nationalstat bestående av kungariket Danmark och Slesvig, och ledde fram till 1864 års krig. De ville främja samarbete mellan bönder och arbetare och var det första partiet som förde arbetarnas och kvinnornas talan i Folketinget (Socialdemokraterna valdes inte in i Folketinget förrän 1884). Efter 1905 togs flera av "Bjørnbakkernes" hjärtefrågor över av Det Radikale Venstre.